# 후쿠시마현 해역 지진

일본 해구 해역의 지진 구분도.

후쿠시마현 해역 지진(일본어: 福島県沖地震 ふくしまけんおきじしん[*])은 일본 후쿠시마현 해역을 진원으로 일어나는 지진을 의미한다.
후쿠시마현 해역은 북아메리카판과 태평양판의 경계에 접해 있는 일본 해구와 맞닿아 있어 일본 내에서도 지진이 자주 일어나는 곳이다. 1938년 11월 5일 일어난 후쿠시마현 동부 해역 지진과 2008년 7월 19일 일어났던 후쿠시마현 해역 지진은 지진 해일을 관측했으며, 후쿠시마현 해역도 진원역에 포함된 도호쿠 지방 태평양 해역 지진(동일본대지진)은 본진 이후에도 후쿠시마현 해역에 여진을 많이 일으켰으며 후쿠시마 제1 원자력 발전소 사고도 일어났다.
이즈-오가사와라 해구는 태평양판이 높은 각도로 섭입하는 지역으로 지진성 판 결합이 일어나기 어렵고 판이 이동하며 생긴 변형에너지의 대부분은 대부분 비지진성 미끄러짐으로 없어져서 거대지진은 일어나기 어려운 것으로 추정되었고, 일본 해구 판 경계 지역도 기존의 '돌기' 모델에선 남쪽에서 역시 지진성 판 결합이 거의 없으며 미야기현 해역, 후쿠시마현 해역 등등의 각각에 대한 지진은 일어날 수 있으나 이들 모두가 한꺼번에 진원역에 포함되는 연동형 지진은 일어날 확률이 거의 없다고 추정해왔다.
에도 시대 이후 후쿠시마현 해역이 진원인 가장 큰 지진은 1938년 후쿠시마현 동쪽 해역 지진밖에 없었다. 일본 지진조사연구추진본부는 2009년 '산리쿠 해역에서 보소 연안에 걸친 지역의 장기 지진 평가'에서 후쿠시마현 해역에서 규모 M7.4 정도의 지진은 약 400년 간격으로 올 것이라 추정했다. 하지만 2011년 3월 11일 후쿠시마현 해역이 진원역에 포함된 거대지진인 도호쿠 지방 태평양 해역 지진이 일어났다.

## 주요 지진
주기적으로 찾아오는 고유지진 및 연동형 지진으로 후쿠시마현 해역이 진원에 포함되는 지진의 목록이다.
| 발생 일자           | 규모      | 비고                                                                                          |
| ------------------- | --------- | --------------------------------------------------------------------------------------------- |
| 869년 7월 13일      | M8.3      | 다른 진원역과 연동된 지진이다.(조간 지진)                                                     |
| 1938년 11월 5일-6일 | M7.3-M7.5 | 11월 5일부터 6일까지 3번 연달아 온 지진이다. 후쿠시마현 동쪽 해역 지진 참조.                  |
| 2011년 3월 11일     | M9.0      | 다른 진원역과 연동된 지진이다.(도호쿠 지방 태평양 해역 지진)                                  |
| 2021년 2월 13일     | M7.3      | 2011년 일어난 도호쿠 지방 태평양 해역 지진의 여진이다. 2021년 후쿠시마현 해역 지진 문서 참조. |
| 2022년 3월 16일     | M7.4      | 2022년 후쿠시마현 해역 지진 문서 참조.                                                        |

## 기타 지진

### 목록
주기적으로 찾아오는 고유지진으로 인정되지 않으나 후쿠시마현 해역을 진원지로 한 주요 지진의 목록이다.
| 발생 일자        | 규모       | 비고 |
| ---------------- | ---------- | --- |
| 1905년 7월 7일   | M7.1       | |
| 1987년 2월 6일   | M6.1, M6.4 | |
| 1987년 4월 23일  | M6.6       | |
| 1996년 2월 17일  | M6.8       | |
| 2008년 7월 19일  | M6.9       | |
| 2010년 3월 14일  | M6.7       | 2010년 후쿠시마현 해역 지진 문서 참조. |
| 2010년 6월 13일  | M6.2       | 2010년 후쿠시마현 해역 지진 문서 참조. |
| 2013년 10월 26일 | M7.1       | 2013년 10월 26일 후쿠시마현 해역에서 발생한 M7.1의 지진이다. 미야기현, 후쿠시마현, 이바라키현, 도치기현에서 최대 진도4를 관측했다. 미야기현에서 36cm의 쓰나미가 관측됐다. 이 지진으로 인한 부상자는 1명이었다. 이 지진은 2011년 3월 11일 일어났던 도호쿠 지방 태평양 해역 지진의 여진이다. |
| 2014년 7월 12일  | M7.0       | 2014년 7월 12일 후쿠시마현 해역에서 발생한 M7.0의 지진이다. 미야기현, 후쿠시마현, 이바라키현, 도치기현에서 최대 진도4를 관측했다. 미야기현에서 17cm의 쓰나미가 관측됐다. 이 지진으로 인한 부상자는 1명이었다. 이 지진은 2011년 일어났던 도호쿠 지방 태평양 해역 지진의 여진이다.           |
| 2016년 11월 22일 | M7.4       | 2016년 후쿠시마현 해역 지진 문서 참조. |
| 2017년 10월 6일  | M6.2, M5.7 | 17시 정각에 M6.2의 지진이 있었고, 23시 56분에 M5.7의 지진이 있었다. |